# Alejandro Delgado
Alejandro Delgado – piłkarz paragwajski, pomocnik.
Wziął udział w turnieju Copa América 1921, gdzie Paragwaj zajął ostatnie, czwarte miejsce. Delgado zagrał tylko w meczu z Argentyną.